# 二方郡
二方郡（日语：／ Futakata gun */?）是過去位於兵庫縣西北部的郡，已於1896年4月1日與七美郡合併為美方郡。
過去的範圍包括現在的新溫泉町大部分地區和香美町的西部一小部分地區。

## 歷史
在令制國時代屬於但馬國。19世紀末江戶時代結束之際，二方郡分屬豐岡藩和幕府的領地。
隨著1868年幕府的結束及接著實施的廢藩置縣政策，曾分別先後隸屬府中裁判所、久美濱縣、豐岡縣，1871年全數被整併到豐岡縣內，1876年再次整併到兵庫縣。
1879年實施郡區町村編制法，正式的設置了近代的行政區劃「二方郡」，但當時是與七美郡共同設置「七美二方郡役所」，郡役所設於七美郡村岡町（位於現在的香美町），直到1896年兩郡直接合併為美方郡。

### 沿革

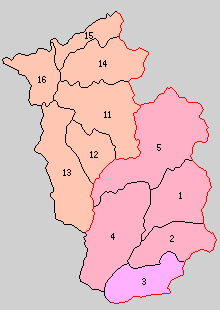
1889年二方郡轄下的行政區劃
11.溫泉村 12.照來村 13.八田村 14.大庭村 15.東濱村 16.西濱村

- 1889年4月1日：實施町村制，二方郡下設：溫泉村、照來村（日语：照来村）、八田村（日语：八田村 (兵庫県)）、大庭村（日语：大庭村 (兵庫県)）、東濱村、西濱村（日语：西浜村 (兵庫県)）。（6村）
- 1891年6月10日：一二分村改制並更名為村岡町（日语：村岡町）。（1町4村）
- 1891年12月11日：東濱村改制並改名為濱坂町（日语：浜坂町）。
- 1896年4月1日：二方郡和七美郡合併為美方郡。